# Giuseppe Broglia
Giuseppe Carmelo Broglia (Verona, 1º maggio 1869 – Torino, 23 dicembre 1938) è stato un dirigente d'azienda e politico italiano.
Economista, è stato libero docente di Tecnica mercantile e bancaria all'Istituto di scienze economiche e commerciali di Torino. Nella stessa città è stato direttore generale della Fiat, direttore dell'istituto  di scienze economiche e commerciali e presidente della Cassa di risparmio di Torino. È stato commissario della vigilanza sulla circolazione e sull'Istituto di emissione e alla Cassa depositi e prestiti. Nel 1937 fu nominato membro del Consiglio superiore dell'Educazione nazionale.